# Seututie 621
Pour les articles homonymes, voir Route 621.
La route régionale 621 (finnois : Seututie 621) est une route régionale allant de Keuruu jusqu'à Ähtäri en Finlande,,.

## Présentation
La seututie 621 est une route régionale de Finlande centrale et d'Ostrobotnie du Sud.